# Chamaecostus fusiformis
Chamaecostus fusiformis là một loài thực vật có hoa trong họ Costaceae. Loài này được (Maas) C.Specht & D.W.Stev. mô tả khoa học đầu tiên năm 2006.